# Mythe slave de la création
Le mythe slave de la création est un mythe cosmogonique de la mythologie slave qui relate la création du monde et quels principes le guident. Ce mythe, dans sa forme christianisée, a survécu jusqu'au XIXe siècle et au XXe siècle dans diverses parties de la Slavonie sous forme de chroniques ou de folklore. Il existe trois versions de ce mythe dans les contes slaves : la première est le mythe dit du plongeur terrestre, qui entrelace deux modèles principaux : le dualiste, la coopération de Dieu et du Diable (c'est-à-dire le « bon dieu » et le « mauvais dieu ») qui est nécessaire pour créer le monde, et le modèle océanique, l'eau étant préexistante, d'où provient la graine de la Terre ; la deuxième version parle de l'origine de l'univers et du monde à partir de l'Œuf Cosmique et de l'Arbre du Monde ; la troisième version a pour sujet la création d'un être primordial à partir d'un démembrement.

## Création du monde

### Création par la plongée
Cette mythologie qui a été maintenue en Pologne vient du Pays de Sieradz et a été écrit en 1898 :
« Au commencement, il n'y avait rien d'autre que le ciel, la mer, le Dieu qui naviguait en bateau et le diable émergeant de l'écume de la mer, qui s'est assis auprès de Dieu. L'idée de créer la Terre fut suggérée à Dieu par le diable, qui ne pouvait le faire seul. Le diable s'immergea et sortit une poignée de sable du fond. Dieu la jeta sur l'eau et créa le début de la Terre, si mince qu'ils y tenaient à peine tous les deux. Dieu et le diable habitèrent la Terre, le diable pensa pousser le Dieu endormi dans l'eau, mais il contribua à l'expansion de la terre du côté de Dieu, à l'est et de son propre côté, à l'ouest. Les deux créateurs entamèrent une dispute qui se termina par le fait que Dieu monta au ciel et renversa le diable, qui s'y rendait aussi, par la foudre dans l'abîme. »
Dans les variantes russe et ukrainienne de ce mythe, le diable retient une partie du sable créé sous sa langue, et lorsque la Terre commence à croître, le sable est expulsé de sa bouche. Cette parabole a été écrite par le slaviste russe Alexander Afanasyev, qui fut l'un des premiers savants à étudier le folklore russe en 1859 :
« Au commencement du monde, Dieu a favorisé l'expansion de la terre. Il a appelé le Diable, lui a dit de plonger dans les abysses de l'eau pour y prendre une poignée de terre et la lui apporter. - Bien, se dit le Diable, je vais faire la même terre moi-même ! Il plonge, prend une poignée de terre et s'en bourre la bouche. Il l'apporte à Dieu et la lui donne, mais lui-même ne dit pas un mot... Le Seigneur jette la terre, où qu'il la jette, elle devient soudain si plate que même en se tenant à une extrémité - on peut voir tout ce qui se passe à l'autre... Le diable regarde... il voulait dire quelque chose et s'est étouffé. Dieu lui demande : que veut-il ? Le diable a toussé et s'est enfui de peur. Puis le tonnerre et la foudre frappèrent le Diable qui courait, et là où il se couchera, il y aura des collines et des vallées, là où il toussera, il poussera une montagne, là où il sautera, il sortira la montagne céleste. Et ainsi, courant sur toute la terre, il la creusa : il fit des collines, des vallées, des montagnes et des hautes montagnes. »
- Alexandre Afanasyev, Légendes traditionnelles russes. »

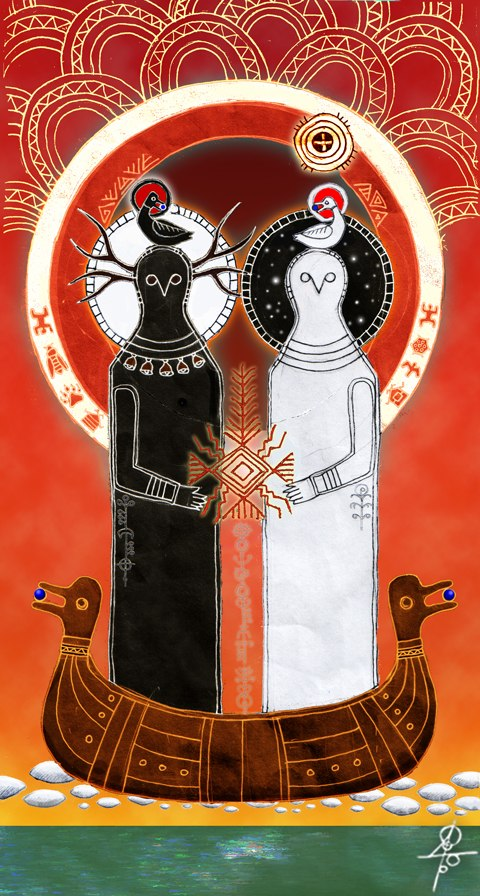
Création de la Terre, Maxim Sukharev.

Le mythe de la création dualiste par la plongée du « dieu maléfique » compte 24 actes dans les régions balto-slaves et 12 dans les régions finno-ougriennes. Le mythe bulgare ne mentionne pas la catastrophe du Diable, mais il développe le thème de la création par la formule « par la puissance de Dieu et la mienne », et le Diable, qui a inversé deux fois l'ordre de la formule, n'a pu atteindre le fond qu'à la troisième fois lorsqu'il a prononcé la formule correctement.
La variante moldave se termine également par l'expansion de la Terre. Les Roms de Transylvanie ont prolongé ce modèle dualiste en punissant le diable par le taureau et l'Arbre de Vie, à partir desquels le peuple s'est formé. Ce n'est que dans un mythe slovène que Dieu va au fond des eaux seul. Dans une autre version du mythe, le diable essaie de pousser Dieu dans la mer pour devenir le seul créateur - il le pousse d'abord à l'est, puis à l'ouest, au sud et au nord, mais la terre s'étend toujours. Agacé de cela, le Diable réveille Dieu et lui dit qu'il est temps de bénir la Terre, puisqu'elle est devenue si grande. Dieu lui répond : « Une fois que tu m'as porté par quatre chemins jusqu'à l'eau pour m'y jeter, tu as dessiné une croix avec moi, et c'est ainsi que j'ai béni la terre moi-même. » Puis Dieu va au Ciel et le Diable, qui l'a attaqué, a été précipité dans l'abîme par la foudre.
La consécration de la terre semble être un thème chrétien, mais cette idée qui est utilisée dans les mythes pour fixer des directions existe dans d'autres mythologies : selon les Maidu, le Créateur de la Terre est descendu au centre cosmique du monde et y a rencontré un Coyote ( une figure de Fripon ), qui après la création du monde s'est endormi. Le Créateur étendit la Terre du sud au nord, en passant par l'ouest et quand le Coyote se réveilla, il l’étendit vers l'est. Lorsque le Créateur de la Terre se retrouva seul, il en fit le tour en décrivant un cercle complet, fixant (dans une version du mythe) la Terre aux directions cardinales avec des crochets en pierre. Pour certaines tribus indiennes, déterminer les directions du monde est une activité religieuse et, c’est pour cette raison que les Huicholas mexicains interprètent le signe de croix chrétien comme une imitation du mythe indien. Pour les Slaves, donc, la « consécration à la Terre » est la structuration de l'univers et la désignation des directions de la Terre, et l'extension de l'état ponctuel « à l'infini ». Un autre mythe encore raconte que la Terre grandit sans cesse et que Dieu, resté seul, ne sait pas comment l'arrêter. Alors il envoie une abeille pour surprendre le diable. Celui-ci, se moquant de Dieu, se dit : un Dieu stupide ne sait pas qu'il faut prendre un bâton, faire un signe de croix et dire « Assez de cette Terre ! Quand le Diable vit une abeille s'échapper de son épaule, il essaya de l'attraper, mais elle fila au loin, alors il maudit son maître : « Que celui qui t'a envoyé ici mange ton fumier », et Dieu, qui entendit cela, ordonna à l'abeille de produire désormais du miel. Un mythe du pays de Dobrzyń dit que le diable dit au canard de voler de la terre à Dieu et lorsqu’il revint avec la terre dans son bec, il fut capturé par un faucon, qui commença à l'étouffer, et de la terre qui tomba de son bec, les montagnes furent créées. Pour la création du monde ou d'un être, il faut toujours la coopération de Dieu et du Diable, qui sont dotés d'un pouvoir égal.
Les historiens des religions identifient les vocables des dieux slaves, Dieu Bog ou Boh, comme étant la traduction des termes chrétiens de Dieu et de Diable. Le mot slave pour Dieu Bog ou Boh a été utilisé par les missionnaires chrétiens comme un équivalent du Deus latin et du grec Theos parce qu'il correspondait de manière significative à la notion d'un être surnaturel mais dans la religion slave, Bog apparaît toujours dans des noms composés, comme Daž-bog, Stri-bog, Cherno-bog, ou dans des noms tes que Boži-dar, Bohu-mil, Bogu-slav, etc., il est donc très probable que le terme de Dieu n'était pas un nom propre pour le modèle mentionné dans les mythes de la création. Le texte de Procope sur la religion des Slaves peut être utile pour interpréter la figure de Dieu :
« Car ils croient qu'un dieu unique, le faiseur de foudre, est seul seigneur de toutes choses, et ils lui sacrifient du bétail et toutes autres victimes ; mais quant au destin, ils ne le connaissent pas et n'admettent en aucune façon qu'il ait quelque pouvoir sur les hommes, mais quand la mort se trouve près d'eux, soit qu'ils soient frappés par la maladie, soit qu'ils commencent une guerre, ils font la promesse que, s'ils échappent, ils feront aussitôt un sacrifice au dieu en échange de leur vie ; et s'ils échappent, ils sacrifient exactement ce qu'ils ont promis, et considèrent que leur sécurité a été achetée par ce même sacrifice. »
- Procope de Césarée, La guerre des Goths
Kazimierz Moszyński [pl], analysant l'image folklorique du Dieu chrétien, indique que Dieu siège au ciel, envoie des pluies en colère, lance des éclairs sur les mauvais esprits, dirige les animaux prédateurs et le destin. Ces caractéristiques indiquent un dieu tueur, et donc très probablement que Perun a été remplacé par Dieu. Perun est l'un des plus anciens dieux indo-européens et descend du dieu de l'orage proto-indo-européen *perkʷunos. Son nom signifie probablement littéralement « celui qui frappe » (comparez le proto-slave *pьrati - « battre, frapper »). Le noyau *perkʷ signifie chêne (cf. latin querqus - « chêne ») - un arbre sacré dédié à Perun. Dans les chroniques ruthènes, il est présenté comme ayant des cheveux gris, ce qui le distinguerait du celte Taranis, du germanique Thor ou de l'hindou Indra en tant que dieux de la guerre, et le ferait ressembler au Jupiter romain et au Zeus grec en tant que souverains. Cependant, selon certains chercheurs, comme Henryk Łowmiański, la description du Dieu désigne plutôt Svarog. Le Diable est interprété comme étant Veles, le dieu des enfers. Dans la Chronique primaire, les Ruthéniens, lorsqu'ils font alliance avec les Grecs, jurent sur Perun et Veles, ce qui peut suggérer que la puissance de Veles était comparable à celle de Perun. En polonais (comme dans d'autres langues slaves), de même que Perun (Piorun) était déprécié en piorun « foudre », Veles était dévalué en veles « diable, démon » en tchèque. Dans le folklore slave du sud, saint Élie, le Perun christianisé, est souvent opposé à saint Nicolas, le Veles christianisé. Le mythe de la création correspond également à Chernobog (lit. « Dieu noir ») et Belobog (lit. « Dieu blanc »), qui devaient être vénérés par les Slaves polonais :
« Les Slaves, eux aussi, ont une conviction étrange : Lors de leurs fêtes et de leurs carrousels, ils font circuler un bol à libations sur lequel ils prononcent des paroles - je ne devrais pas dire de consécration mais d'exécration - au nom des dieux. Ils croient que le dieu bon dirige le bon destin, tandis que le dieu mauvais dirige le destin hostile, c'est pourquoi ils appellent ce dieu mauvais le Diable dans leur langue, c'est-à-dire Tchernobog. »
- Helmold, Chronica Slavorum
Ce mythe peut provenir d'une trame ancienne, peut-être pré-européenne, assimilée par les Slaves et soumise à de nouvelles transformations. Il pourrait également se perpétuer sous le prestige du couple antithétique perse Ahura Mazda et Ahriman, qui a laissé son empreinte dans diverses religions syncrétiques. L'influence du prêtre Bogomil a également été suggérée, la doctrine manichéiste qu'il prêchait et ses adeptes affirmaient que le drame principal de la création était le conflit entre deux frères : l'aîné Satanael (le suffixe -el ajoute l'élément divin au Diable) et le cadet Jésus (Savaof - le Verbe = Logos-Christ) – Satanael a créé le monde et l'homme, et Dieu lui a envoyé le Verbe sous la forme de Jésus pour les sauver. Au XVIe siècle dans la légende de la mer de Tibériade, Dieu, alors qu'il planait au-dessus de l'eau, vit Satanael comme un oiseau aquatique et lui ordonna de plonger dans la mer. Selon les détracteurs de cette théorie, elle présente de sérieuses lacunes : le texte intégral de ce mythe n'apparaît dans aucun texte bogomile, et il n'existe pas dans les régions dominées par le bogomilisme, comme en Europe occidentale, où les cathares ont influencé les traditions locales. Cependant ce conte existait dans les régions de Pologne, d'Ukraine et de Biélorussie, qui n’ont jamais été touché par la foi bogomile,.

### Création à partir de l'œuf cosmique

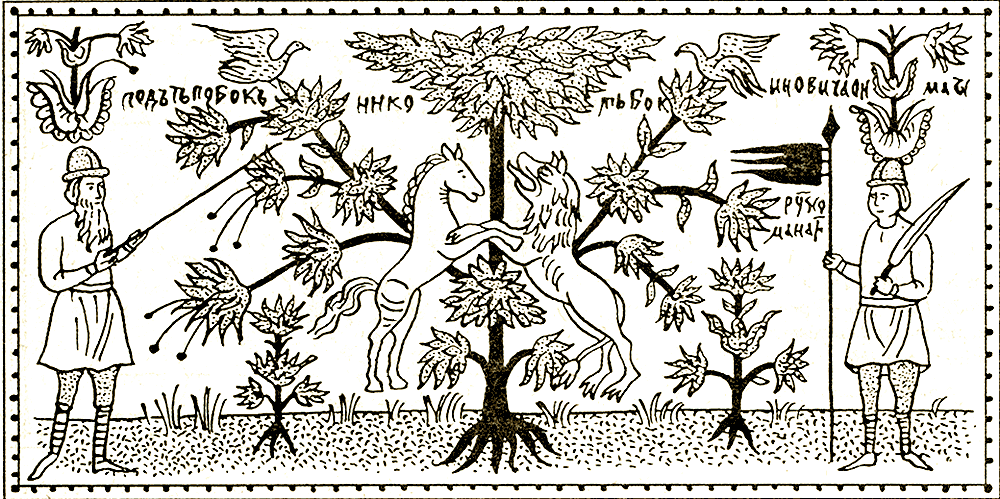
Arbre du monde peint sur la poitrine, Russie, fin XVIIe siècle.

Le mythe de la création du monde à partir de l'œuf cosmique ou de l'œuf du monde, se trouve dans le chant des Carpates également écrit par Afanasayev :
| « C'était au début du monde - Alors il n'y avait ni ciel ni terre, Ni ciel ni terre mais la mer bleue, Et au milieu de la mer sur le chêne Deux pigeons étaient assis. Deux pigeons sur un chêne Ils ont tenu un tel conseil, Heureux débattu et roucoulé : Comment créer le monde ? Nous tomberons au fond de la mer, Nous ferons ressortir le sable fin Sable fin, pierre bleue. Nous semerons du sable fin, Nous ramasserons le caillou bleu. De sable fin - terre noire, - eau glacée, herbe verte. De la pierre bleue - le ciel bleu, Ciel bleu, grand soleil, Soleil éclatant, lune éclatante, lune brillante et toutes les étoiles. » |

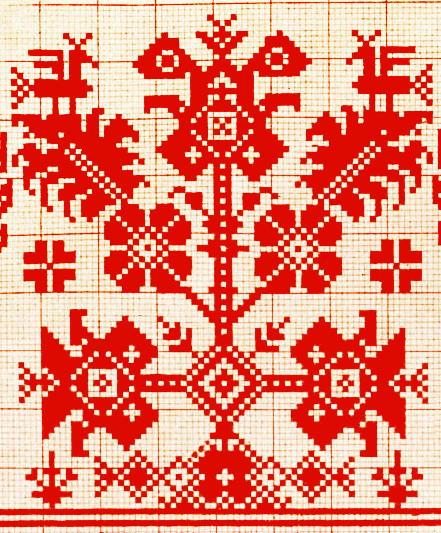
Ornement russe, XIXe siècle.

Ce chant contient trois éléments : le premier est celui où deux pigeons sont assis sur un chêne, le deuxième est le ramassage de sable et de pierres par les oiseaux, le troisième étant la création du monde. Deux pigeons ou oiseaux, poules ou abeilles sont assis dans la couronne de l'arbre est un motif populaire chez les Slaves, il représente l'Arbre du Monde. Dans le folklore, il se dresse dans le « nombril du monde », il est censé être lourd, grand et doté d'une large feuille. Dans un mythe similaire préservé, Dieu jette son bâton dans l'eau, qui se transforme alors en arbre. Sur sa branche, Dieu et le Diable s'assoient pour sortir le monde de l'eau. La relation de cette prière avec l'Œuf du Monde est indiquée par le « sable fin » dont est faite la « terre noire » et les « pierres bleues » à partir desquelles sont faits le ciel et les objets célestes. Cela correspond aux mythes répandus de l'Œuf Cosmique, qui est décomposé dans l'acte créateur, et dont la coquille inférieure forme la Terre, et dont la supérieure forme le Ciel.
Vladimir Toporov signale également l'existence de ce mythe dans les contes de fées russes. Dans lesquels, le héros, à la recherche d'une princesse, voyage à travers trois royaumes. Après avoir vaincu trois vipères, les royaumes sont réduits à trois œufs.
« À la suite du voyage, le héros trouve un grand arbre (généralement un chêne), sauve les poussins assis sur les branches de l'arbre, pour lequel la mère des poussins (généralement un aigle) emmène le héros du royaume souterrain au sol. Là, il jette chacun des trois œufs et ceux-ci se transforment en trois royaumes respectifs. »
- Vladimir Toporov, Autour de la reconstruction du mythe de l'œuf cosmique (basé sur les contes de fées russes).
Dans les contes de fées, les œufs sont généralement immergés dans l'eau et leur extraction suivi de leur éclatement créent un « royaume » - un monde en langue des fées. De plus, le triplement des royaumes-œufs n'est pas accidentel - il correspond à la division tripartite du monde dans les mythologies indo-européennes en Ciel ( Vyraj ), Terre et Monde souterrain ( Nav ),. Dans la Terre de Dobrzyń, on croyait directement que le monde avait été créé à partir d'un œuf posé sur un arbre géant  et l'histoire de la princesse de l'œuf, que le prince devait épouser, a été conservée : elle a été transformée par une sorcière en un canard qui a été tué, dont le sang a ensuite donné naissance à un pommier. De la Slovénie, a survécu le mythe selon lequel Dieu envoie un coq sur terre, qui pond un œuf d'où jaillissent sept rivières :
« A l'endroit où la terre était stérile, il n'y avait que de la pierre nue. Dieu le regretta et envoya son coq sur la terre pour la fertiliser et ensuite élever la race humaine. Le coq descend dans les falaises et pond un œuf d'une puissance miraculeuse pour un but miraculeux. L'œuf éclot et sept rivières en sortent par jour. Les rivières remplissent d'eau le paysage, et bientôt tout est vert et la terre donne des fleurs et des fruits. »
En Pologne, il y avait aussi des énigmes pour désigner l'œuf : « Il y a un monde. Et dans ce monde il y a une fleur jaune » ou « Il y a un monde blanc. Et dans ce monde, une fleur jaune. »

### Création à partir d'un démembrement
Un autre type de mythe de la création a survécu : la création du monde à partir d'un premier être humain démembré ou d'un autre être. Le linguiste polonais Stanislaw Schayer a rappelé le texte du Livre des colombes (Dove Book), qui était un recueil de récits oraux du clergé. L'histoire est la suivante : un grand livre dans lequel la légende de l'être a été écrite est tombé du ciel ; les rois demandent au tsar David de le lire, mais le livre est trop gros.Alors David, inspiré par le Saint-Esprit, répond à trois questions ; la première concerne la création du monde :
| « Notre monde blanc est venu du Seigneur Le soleil rouge du visage de Dieu La jeune lumière de la lune de sa poitrine Aurores blanches des yeux de Dieu Les étoiles denses de ses robes Vents luxuriants du Saint-Esprit Peuple de Dieu depuis Adam Os coagulés extraits de la pierre Nos corps du sol humide. » |

Dans quatre variantes, les trois dernières lignes remplacent le texte :
| « D'où les tsars ici sur terre De la sainte tête d'Adam. Ainsi sont nés les knyaz et les boyards : Des pouvoirs sacrés d'Adam. D'où les paysans orthodoxes : Du saint genou d'Adam. » |

Ce mythe n'est vraisemblablement pas d'influence chrétienne, mais la phraséologie slave a été christianisée, probablement sous l'influence du livre apocryphe d'Enoch. Il en a été de même pour le mythe iranien, qui à son tour aurait pu être la source du mythe russe. Un fondement similaire est présent dans d'autres mythes indo-européens : dans la mythologie hindoue, le premier homme a été formé à partir du corps de Purusha : les brahmanes par la bouche, les guerriers par les épaules, les paysans par les hanches, les shudras par les pieds ; en Scandinavie cet être était Ymir et en Iran Gayōmart.

## Fonctionnement du monde
Le monde est soutenu par des animaux ou des poissons,. Dans le mythe décrit par Afanasayev, le monde est soutenu par les baleines : au début, elles étaient sept, mais trois sont parties et il en reste quatre. Puis l'une d'elles est morte et il en reste trois, ce qui fait que le monde est tordu. Un mythe similaire, dans lequel la chute de l'un des « piliers du monde » provoque une catastrophe, existe aussi en Chine. Une telle décomposition des sept originaux : 3 + 1 + 3 peut témoigner de la multiplicité des mondes - trois étaient avant le nôtre et trois seront après le nôtre. Un motif similaire existe chez les Indiens Hopi ou dans la doctrine des cinq mondes des Bambara. Le monde, pour ne pas se briser, est enveloppé par le Zmiy ou Zmiya ( Vipère ). Cela peut signifier une menace constante de la part de l'un des créateurs. Un thème similaire existe dans la mythologie nordique ( Jörmungandr ).
La voûte du monde était faite en pierres, parfois de silicium, ce qui expliquait la formation de la foudre, ou de la pierre précieuse bleue, qui est un symbole de l'heure indiquée. La voûte, surtout chez les Slaves occidentaux, reposant sur un « pilier » (une sorte d'Axis Mundi - Arbre cosmique) partant de l'étoile polaire, qui fait tourner toute la voûte. L'emplacement du contact du pilier entre la voûte et le sol avait des caractéristiques spécifiques : ces endroits étaient appelés zabka ( grenouille ) ou sierdzeń ( goujon ), qui sont liés à la constellation du Grand et du Petit Chariot.
Chez les Slaves, les âmes des morts voyagent dans l’au-delà via un pont, la nuit c'est la Voie lactée et le jour c'est un arc- en-ciel. Dans les documents recueillis par Maria Gładyszowa (pl) une telle Voie Lactée est appelée la Voie de l'âme, la Voie de l'Armée [bleue] et elle est remplie de poussière d'étoiles. L'autre Axis Mundi reliant les mondes est l'Arbre de la Famille, relié au dziady, le nom du défunt est aussi son identité, et cela dure tant que quelqu'un mentionne son nom, jusqu'à ce qu’il soit oublié et qu'il rejoigne le groupe des âmes sans nom. Les âmes déjà dans l'au-delà reviennent sur Terre dans les rayons du soleil.
Pour les Slaves, les Arbres Cosmiques pourraient fonctionner comme des Montagnes Cosmiques. Les montagnes étaient souvent traitées comme des lieux magiques, on y construisait des temples ou on y pratiquait des rituels. Les montagnes telles que Ślęża, la colline de Kyiv ou le Mont Chauve étaient particulièrement populaires, les Monténégrins appelaient la montagne Durmitor « la colonne bleue » et les Slovaques considéraient le Kriváň comme une montagne sacrée. En Russie kiévienne, on croyait que « la haute montagne du Triglav est sortie la première de l'eau,. »